# Momotus momota
Il motmot capoblu (Momotus momota Linnaeus, 1766) è un uccello coraciforme appartenente alla famiglia Momotidae, diffuso in America Meridionale.

## Etimologia
Il termine motmot è una voce onomatopeica che descriverebbe il verso di questo uccello. Deriva da una voce spagnola dell'America Latina.

## Descrizione

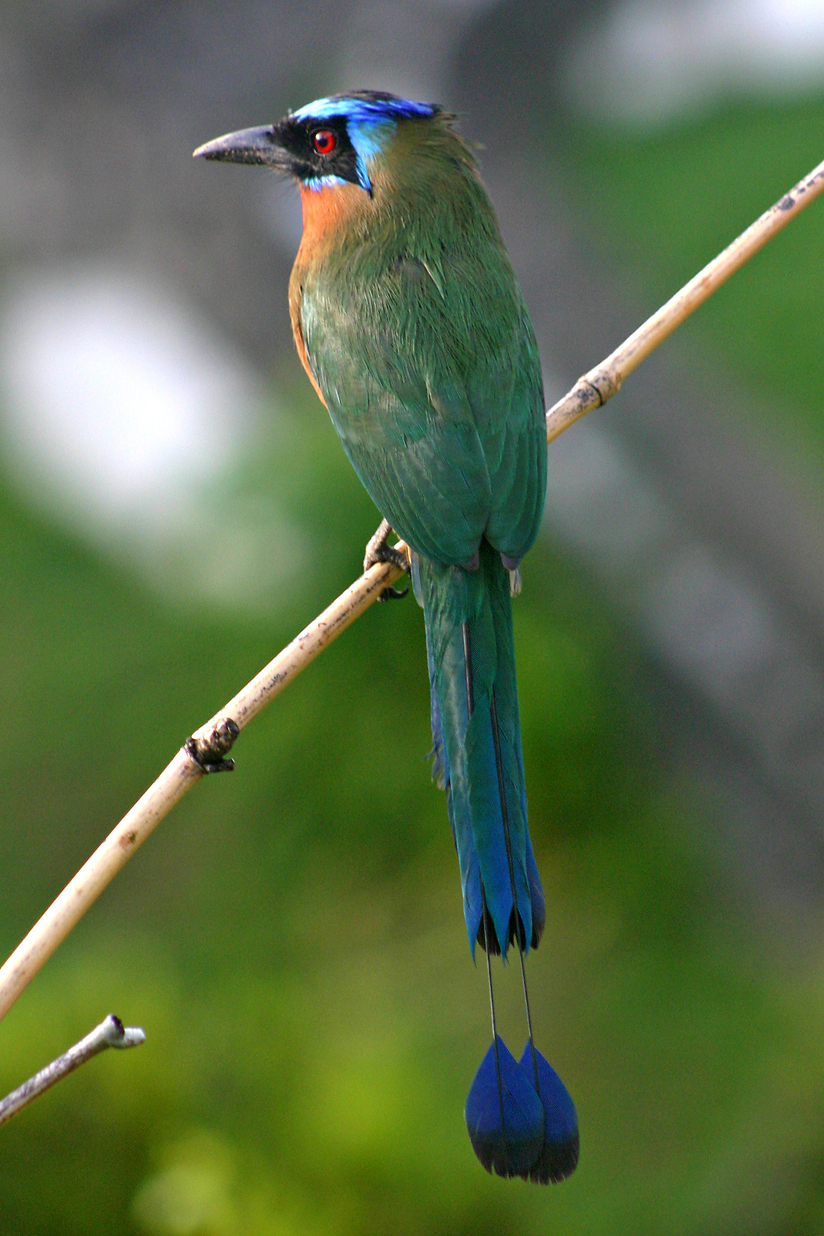
Dorso del motmot

Il motmot capoblu è lungo circa 47 centimetri e pesa 150 grammi. Variopinto come gran parte dei Coraciiformi, il piumaggio di questa specie è uguale nei due sessi. Il capo è azzurro con una maschera nera che passa sugli occhi rossi (nella sottospecie M. m. coeruliceps il capo è completamente blu). Il petto e il ventre sono rosso-marroncini o cannella, con sfumature verdastre. Al centro del petto c'è una macchia triangolare scura circondata di turchese. Il dorso e la parte superiore della coda sono di varie tonalità di verde-oliva, le ali sono verde intenso con le primarie verde-blu. Il sottocoda è scuro. Le due penne centrali della coda sono nude, azzurre con punta nera, e più lunghe rispetto alle altre. Il motmot infatti ne asporta le barbe più deboli, lasciandone un po' sulla punta che così prende la forma di una spatola. Le zampe sono grigie e il becco è robusto, nero, con delle tipiche seghettature sui bordi superiori.

## Biologia

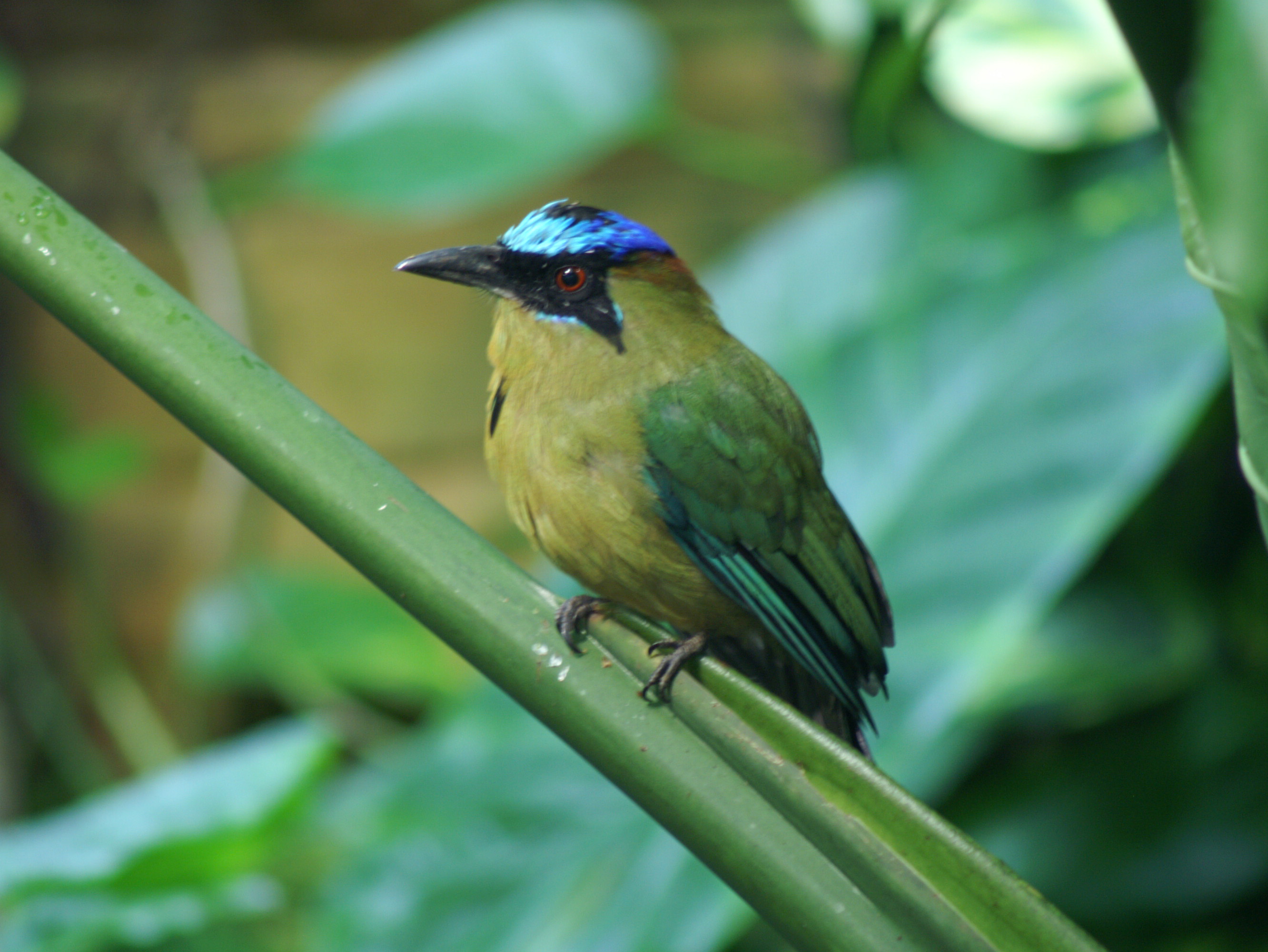

Il motmot capoblu è attivo all'alba e al tramonto, il resto del giorno e della notte riposa stranamente tra il fogliame, invece che nel suo rifugio, muovendo la lunga coda ad intervalli. Vive in coppie (non necessariamente maschio e femmina) per tutto l'anno, ma va a cercare il cibo da solo. I suoi voli sono agili e rapidi, quasi sempre in linea retta.

### Voce
Il verso suona come una specie di "huut-huut" o "euup-euup", molto squillante e udibile a grande distanza, che emette poco prima del sorgere o del tramontare del sole.

### Alimentazione
Si ciba per lo più di insetti, ragni e lucertole che cattura a terra, e a volte mangia anche alcuni frutti. Predilige scarabei stercorari, insetti stecco, scarafaggi e cicale; in alcune circostanze scova le prede seguendo colonne di formiche. Il motmot capoblu può mangiare le prede a terra ma, come altri uccelli, prima è solito portarle su un posatoio e sbatterle contro esso fino alla loro morte.

### Riproduzione
Il periodo riproduttivo varia a seconda del luogo. In Nord e Centro America inizia a maggio e termina a giugno; in Sud America inizia in marzo per terminare nel giro di un mese. La costruzione del nido inizia però nella stagione delle piogge, e durante il periodo dell'accoppiamento in genere è già pronto. Si tratta di un tunnel scavato nel terreno sui lati di buche naturali o tane abbandonate di animali, e costruito in modo che non sia possibile vederlo dall'esterno. Le coppie sono monogame, ma capita che alcuni maschi solitari rechino doni non edibili alle femmine già impegnate, provocando la separazione. Le femmine depongono dalle due alle cinque uova che covano insieme ai maschi. Il periodo di incubazione è di 13-19 giorni. I genitori rimangono con i piccoli per i primi quattro giorni; al ventiseiesimo giorno i nidiacei cominciano ad uscire dal nido, ma avranno bisogno di essere nutriti ancora per quattro o sei settimane.

## Distribuzione e habitat
È diffuso in quasi tutta l'America Meridionale. In particolare è presente fino al nord dell'Argentina, in Brasile e in tutti gli stati del Sud America settentrionale e occidentale, escluso il Cile.
Abita le foreste tropicali e pluviali, ma non ama il fitto della vegetazione. Preferisce radure, bassipiani, boschetti, siepi e giardini ombrosi, altipiani e piantagioni. Si adatta bene anche alle dure condizioni della stagione secca lungo i bassipiani che danno sull'Oceano Pacifico.

## Tassonomia
Sono note le seguenti sottospecie:
- M. m. cametensis Snethlage, E, 1912 - Brasile centro-settentrionale
- M. m. ignobilis Berlepsch, 1889 - Perù orientale e Brasile occidentale
- M. m. marcgravinianus Pinto & Camargo, 1961 - Brasile orientale
- M. m. microstephanus Sclater, PL, 1858 - Colombia sud-orientale, Ecuador orientale e Brasile nord-occidentale
- M. m. momota (Linnaeus, 1766) - Venezuela orientale, Guyana, Guyana francese, Suriname e Brasile settentrionale
- M. m. nattereri Sclater, PL, 1858 - Bolivia nord-orientale
- M. m. parensis Sharpe, 1892 - Brasile nord-orientale
- M. m. pilcomajensis Reichenow, 1919 - Bolivia meridionale, Brasile meridionale e Argentina nord-occidentale
- M. m. simplex Chapman, 1923 - Dal Brasile occidentale a quello centro-occidentale (a sud dell'Amazzonia)